# معركة قندابيل
معركة قندابيل وهي معركة وقعة في عهد الدولة الأموية عام 102 هـ في عهد الخليفة يزيد بن عبد الملك، وكانت للقائد هلال بن أحوز التميمي على المفضل بن المهلب ومن تبعه من أنصار أخيه يزيد، وقندابيل مدينة من مدن بلاد السند قال ياقوت الحموي: «قندابيل مدينة بالسند وهي قصبة لولاية يُقَال لها النّدهة، وكانت فيها وقعة لهلال بن أحوز التميمي على آل المهلب». وقال البلاذري: «هرب بنو المهلب إلى السند في أيام يزيد بن عبد الملك، فوجه إليهم هلال بن أحوز التميمي فلقيهم وقتل مدرك بن المهلب بقندابيل، وقتل المفضل وعبد الملك وزياد ومروان ومعاوية بنو المهلب وقتل معهم معاوية بن يزيد بن المهلب في أخرين».

## سابقة
كان يزيد بن المهلب بن أبي صفرة عاملاً للخليفة سليمان بن عبد الملك على العراق ثم عزله وولاه عاملاً على خراسان ولما توفي سليمان وخلفه عمر بن عبد العزيز قام بعزل يزيد وأمر بحمله إليه مقيداً، فحمله إليه القائد وكيع بن حسان التميمي وسلمه إلى رجال الخليفة في الشام فسجنوه، وبقي يزيد بن المهلب في السجن طيلت أيام الخليفة عُمَر بن عبد العزيز.
ثم إن ابن المهلب رشى عمال السجن وأستطاع الهروب من سجن الخليفة عُمَر بن عبد العزيز فهرب من الشام إلى العراق، وتزامن ذلك مع وفاة الخليفة عمر بن عبد العزيز وتولي يزيد بن عبد الملك الخلافة في سنة 101 هـ، وقام يزيد بن المهلب بجمع عدد كبير من أنصاره في البصرة وحارب أمير العراق ليزيد بن عبد الملك عدي بن أرطاة الفزاري وتغلب عليه وأسره، واستولى على العراق، فسير إليه الخليفة يزيد بن عبد الملك جيشاً وجعل عليه أخوه القائد مسلمة بن عبد الملك ومعه ابن أخيه القائد العباس بن الوليد بن عبد الملك فحدثت بين الطرفين معركة كبيرة عرفت بمعركة العقر، وأستطاع مسلمة بن عبد الملك دحر يزيد بن المهلب وقتله، وتفريق جمعه، فهرب أنصاره وبعض إخوته إلى البصرة، وجعل الخليفة يزيد بن عبد الملك اخوه مسلمة أميراً على العراق.

## المعركة
لما هربت فلول جيش يزيد بن المهلب وأنصاره إلى البصرة وكان منهم أخوه المفضل بن المهلب وعدد من إخوته منهم مدرك بن المهلب وغيره، فهربوا من البصرة إلى مدينة قندابيل من أعمال بلاد السند وكانت أنذاك من ثغور الدولة الأموية، واجتمع للمفضل بن المهلب فلول جيش اخيه يزيد الهاربة وأنصاره فأعاد تنظيم قواته في قندابيل، ووصلت تلك الأنباء إلى الخليفة يزيد بن عبد الملك فوجه القائد هلال بن أحوز التميمي لقتال المفضل ومن تبعه، وقام أمير العراق مسلمة بن عبد الملك بحرق دور آل المهلب وأنصارهم.
قال المدائني: إلتقى هلال بن أحوز والمفضل بن المهلب في قندابيل، فعبى هلال ميمنة جيشه وميسرته، فخرج مدرك بن المهلب يطلب المُبَارزة، فخرج إليه سلم بن أحوز فتبارزاً وقتله سلم، ثم حمل هلال بن أحوز على المفضل وجيشه وانتصر عليهم وقتل المفضل وعدد من إخوته وفض جمعهم وأمن هلال نساء بني المهلب ولم يتعرض لهن. قال يونس بن حبيب: «قتل هلال بن أحوز من بني المهلب المفضل وكان أميرهم، وعبد الملك، وزياد وكان على عمان، ومروان وكان على البصرة، والمنهال بن أبي عيينة بن المهلب، وعمرو والمغيرة أبنا قبيصة بن المهلب، ثم حمل رؤوسهم وفي أذانهم الرقاع بأسمائهم».
وقال ابن مسكويه: جعل المفضل بن المهلب على ميسرته وميمنته رجلين من قومه الأزد وهم وداع بن حميد على الميمنة وعبد الملك بن هلال على الميسرة، فلما قابلهم جيش هلال بن أحوز، رفع هلال لهما راية الأمان، فمال وداع بن حميد وعبد الملك بن هلال إلى ابن أحوز طمعاً في الأمان وغدروا في المفضل، فقتل ابن أحوز بني المهلب عن أخرهم، ولم ينجوا منهم إلا أبي عيينة بن المهلب، وعثمان بن المفضل بن المهلب فهرباً ولحقوا بخاقان ملك الترك.
قال الشاعر جرير يمدح هلال بن أحوز ويذكر إيقاعه ببني المهلب ومن تبعهم: